# 196 Philomela
Philomela /fɪloʊˈmiːlə/ (định danh hành tinh vi hình: 196 Philomela) là một tiểu hành tinh kiểu S, lớn, có bề mặt sáng, ở vành đai chính.
Ngày 14 tháng 5 năm 1879, nhà thiên văn học người Mỹ gốc Đức Christian H. F. Peters phát hiện tiểu hành tinh Philomela khi ông thực hiện quan sát tại Đài quan sát Litchfield thuộc Đại học Hamilton ở Clinton, New York, Hoa Kỳ và đặt tên nó theo tên Philomela, người phụ nữ đã biến thành chim dạ oanh trong thần thoại Hy Lạp.
Cuối thập niên 1990, một mạng lưới các nhà thiên văn học khắp thế giới đã thu thập các dữ liệu đường cong ánh sáng để rút ra các tình trạng quay tròn và các kiểu mẫu hình dáng của 10 tiểu hành tinh mới, trong đó có 196 Philomel.
Cho tới nay, đã có hai lần Philomela che khuất một ngôi sao.